# Cuenca del Esva
El paisaje protegido de la Cuenca del Esva es un paisaje protegido de Principado de Asturias que protege la  cuenca fluvial del río Esva, incluidos sus afluentes principales (arroyos de Navelgas, Bárcena, Llorín y Mállene). Comprende una superficie total de 460,26 km² de los concejos de Valdés, Tineo y Salas. Dentro de este espacio natural se encuentran las hoces del Esva.
La vegetación representativa son las alisedas ribereñas. La fauna representativa nutria y el salmón.
El Plan de Ordenación de los Recursos Naturales de Asturias (PORNA, Decreto 38/94) estableció en 1994, como integrante de la Red Regional de Espacios Naturales Protegidos (RRENP), este paisaje protegido que no ha sido desarrollado y no cuenta con Instrumento de Gestión siendo de aplicación genérica lo dispuesto en la legislación ambiental.